# بودو أليازار
بودو (c. 814
– 876) كان شماسا إفرنجيا في بلاط لويس الأول، وأثار جدلاً كثيراً في أوروبا بردته عن المسيحية تحولا إلى ليهودية.

## حياة
في أوائل 838، أعلن بودو إنه يتجه إلى روما حجا، ولكنه ذهب إلى الأندلس حيث اعتنق اليهودية. اعتبر اعتناقه رفضا للثقافة الإفرنجية، إضافة إلى ثقافة الدين المسيحي. اتخذ الاسم اليهودي "אלעזר" (أليازار) واختتن وتزوج من امرأة يهودية. في 839، انتقل إل سرقسطة حيث حث حكومة خلافة قرطبة والشعب على اضطهاد مسيحيي شبه الجزيرة الإيبيرية. 

## تراسل مع ألفارو
في 840، أخذ بودو يتراسل مع عالم مسيحي يدعي پابلو ألڤارو من قرطبة، وهو مقر في الأندلس أيضا. ولد ألفارو يهوديا ولكنه تحول إلى المسيحية. ولأنهما متحولان، تراسلا محاولة إلى إقناع بعضهما البعض بأن يرتد عن يعود إلى دينه الأصلي. تحفظت بعض الرسائل.